# Orchestral Favorites
Orchestral Favorites är ett album av Frank Zappa från 1979. Albumet är en samling av Zappas klassiska musik framförd av Abnuceals Emuukha Electric Orchestra. Kompositionerna är melodiska och majestätiska. "Strictly Genteel" är ett av Zappas mest välkända konstmusikstycken.
Kompositionerna var egentligen tänkta att hamna på albumet Läther, men släpptes istället i form av denna i skiva av Warner Brothers.

## Låtlista
Sida ett
1. "Strictly Genteel" – 7:04
2. "Pedro's Dowry" – 7:41
3. "Naval Aviation in Art?" – 1:22

Sida två
1. "Duke of Prunes" – 4:20
2. "Bogus Pomp" – 13:27